# El exilio de Gardel (Tangos)
El exilio de Gardel (Tangos), título original en francés Tangos, l'exil de Gardel, es una película argentina-francesa estrenada el 20 de marzo de 1985, dirigida por Fernando Solanas y protagonizada por Marie Laforêt, Miguel Ángel Solá y Philippe Leotard.

## Sinopsis
Musical de tango que muestra detalles de la vida de un grupo de argentinos tratando de sobrevivir en su exilio en París, durante la dictadura argentina llamada Proceso de Reorganización Nacional (1976-1983).

## Reparto
| Actor               | Personaje     |
| ------------------- | ------------- |
| Marie Laforêt       | Mariana       |
| Miguel Ángel Solá   | Juan Dos      |
| Philippe Leotard    | Pierre        |
| Marina Vlady        | Florence      |
| Georges Wilson      | Jean Marie    |
| Lautaro Murúa       | Gerardo       |
| Ana María Picchio   | Ana           |
| Gabriela Toscano    |               |
| Miguel Etcheverry   | San Martín    |
| Melki               | El Ángel      |
| Gregorio Manzur     | Carlos Gardel |
| Leonor Galindo      |               |
| Eduardo Pavlovsky   |               |
| Jorge Six           |               |
| Guillermo Núñez     |               |
| Mirtha Ca Medeiros  |               |
| Guillermo Angelelli |               |
| Fernando Solanas    | Discépolo     |
| Héctor Malamud      |               |
| Olkar Ramírez       | Juan Uno      |

## Premios
- 1985, Gran Premio Speciale del Jurado del Festival de Venecia.
- 1985, Gran Coral (Primer Premio) del Festival de Cine de La Habana, compartido con "Frida, naturaleza viva".
- 1986, Premio César (Francia) a la mejor música.
- 1987, Cóndor de Plata de la Asociación de Cronistas Cinematográficos de la Argentina, mejor película, mejor director, mejor música, mejor fotografía, mejor montaje.